# Прва влада Мирка Марјановића
Прва влада Мирка Марјановића изабрана марта 1994. године и трајала до 1998.
Владу је изабрао трећи сазив Народне скупштине Републике Србије.
У владајућу већину је прешла Нова демократија Душана Михајловића која је пре тога била члан опозиционе коалиције ДЕПОС.
Прва влада Мирка Марјановића имала је 31 члана – председника, пет потпредседника, 21 министарство и четири министра без портфеља. После прве реконструкције, маја 1996. године, Марјановићева влада постаје бројнија и има укупно 32 члана (основано Министарство за туризам), али нова реконструкција фебруара 1997. доноси и нови рекорд – 35 чланова (премијер, пет потпредседника и 29 министара од којих је шест без портфеља).

## Састав Владе
| Ресор                                       | Слика            | Име и презиме           | Странка | Детаљи |
| ------------------------------------------- | ---------------- | ----------------------- | ------- | ------ |
| Председник Владе                            | Мирко Марјановић | Мирко Марјановић        | СПС     |        |
| Потпредседник                               |                  | Слободан Радуловић      |         |        |
| Потпредседник                               |                  | Ратко Марковић          | СПС     |        |
| Потпредседник                               |                  | Слободан Унковић        | СПС     |        |
| Потпредседник                               |                  | Светозар Крстић         |         |        |
| Потпредседник                               |                  | Слободан Бабић          |         |        |
| Министар унутрашњих послова                 |                  | Зоран Соколовић         | СПС     |        |
| Министар финансија                          |                  | Душан Влатковић         |         |        |
| Министар правде                             |                  | Аранђел Маркићевић      |         |        |
| Министар пољопривреде                       |                  | Ивко Ђоновић            |         |        |
| Министар индустрије                         |                  | Оскар Фодор             |         |        |
| Министар рударства и енергетике             |                  | Драган Костић           |         |        |
| Министар саобраћаја и веза                  |                  | Алекса Јокић            |         |        |
| Министар за урбанизам и грађевинарство      |                  | Бранислав Ивковић       | СПС     |        |
| Министар трговине и туризма                 |                  | Срђан Николић           | СПС     |        |
| Министар за рад, борачка и социјална питања |                  | Др Јован Радић          | СПС     |        |
| Министар културе                            |                  | Нада Поповић Перишић    | СПС     |        |
| Министар здравља                            |                  | Лепосава Милићевић      | ЈУЛ     |        |
| Министар заштите човекове средине           |                  | Др Јордан Алексић       | СПС     |        |
| Министар просвете                           |                  | Др Драгослав Младеновић |         |        |
| Министар за спорт и омладину                |                  | Владимир Цветковић      |         |        |
| Министар вера                               |                  | Драган Драгојловић      | СПС     |        |
| Министар за везе са Србима ван Србије       |                  | Радован Панков          |         |        |
| Министар за информације                     |                  | Ратомир Вицo            | ЈУЛ     |        |
| Министар за приватно предузетништво         |                  | Радоје Ђукић            |         |        |